# Marco Paulo (dessinateur)
Cet article concerne le dessinateur né en 1967. Pour le dessinateur né en 1958, voir Marc-Renier. Pour le coureur cycliste, voir Marc Renier. Pour les articles homonymes, voir Marco Paulo.
Marco Paulo, de son vrai nom Marc Renier, né le 20 novembre 1967 à Schaerbeek (région de Bruxelles-Capitale), est un dessinateur belge de bande dessinée, résidant à Ottignies. Il est notamment l'auteur de la série La Smala en collaboration avec Thierry Robberecht et plus récemment Mon papy Titanic avec Falzar.

## Biographie

### Jeunesse et formation
Marc Renier naît le 20 novembre 1967 à Schaerbeek,, une commune bruxelloise. Après avoir obtenu un diplôme de l’École de recherche graphique d'Ixelles, Marc Renier étudie la gravure à l’École supérieure des arts de l'image « Le 75 » puis à l’Académie royale des beaux-arts de Bruxelles dans la section sculpture pendant un an. Il produit des spots publicitaires et des films d’animation avant de lancer, à partir de 1996, dans l'illustration pour la jeunesse à travers la mise en image de textes d’Henri Storck pour la collection « Seuil-Némo ».

### Années 2000
À partir de 2000, il s'associe au scénariste Thierry Robberecht pour la série La Smala, publiée par les éditions Casterman puis les éditions Dargaud, ainsi que la série animalière Zack et Willy pour le journal Spirou qui paraît en album en 2010 chez 12 bis. En 2009, il travaille avec le scénariste Sergio Salma pour l'album Bagdad K.O. aux éditions Drugstore, un recueil de gags et courtes histoires sur l'intervention américaine en Irak dont certaines connaissent une prépublication dans L'Écho des savanes. Il sort Dégelée Royale, album de politique-fiction sur l'avenir de la Belgique, scénarisé par Thierry Robberecht et édité chez 12bis en 2010. Ensuite, il publie La Guerre des étoilés (2011), une critique du monde gastronomique scénarisé par Emmanuel Rubin et Aymeric Mantoux, et Le Pouvoir de convaincre (2012), critique de la justice française sous Sarkozy scénarisé par le juge Gilbert Thiel et Bernard Swysen. Il enchaîne en 2013 avec l'album Rachida, au nom du père publié toujours par le même éditeur, une satire sur la politicienne française Rachida Dati, avec le scénariste Bernard Swysen et le journaliste Yves Derai. La sortie de cet album connaît un succès de librairie grâce au retentissement médiatique en France dû à Rachida Dati qui tente de faire interdire sa parution, demande dont elle est déboutée. Puis, il reste dans l'univers politique, en publiant Bad Bartje — l'enfance fantasmée de Bart De Wever, politicien flamand séparatiste — chez Kennes éditions en 2014. L'année suivante, il dessine une bande dessinée musicale Michael et Moi avec les chanteuses belges Karin Clercq et Marie Warnant aux éditions Idizou - Lézards cyniques. L'univers du film Les Tuche est à la base des gags de Falzar qu'illustre Marco Paulo dans deux albums parus chez Michel Lafon en 2017-2018. Il change de registre avec une bande dessinée historique Torquemada sur un scénario de Bernard Swysen dans la collection « La véritable Histoire vraie » chez Dupuis en 2019 ainsi qu'avec un album de gags adaptés de l'émission satirique politique Votez pour moi, animée par André Lamy et Olivier Leborgne sur Bel RTL aux éditions Kennes. 

### Années 2020
Marco Paulo fait son entrée à Fluide glacial avec Les Paresseux, une série de gags sur des scénarios de Sergio Salma en 2020. L'année suivante, il s'associe au scénariste Daniel Bultreys pour publier Au grand magasin — album qui lui vaut l'Éléphant d’or Prix de l’humour partagé avec Daniel Bultreys au Festival international de la bande dessinée de Chambéry —, chez Kennes Éditions et il enchaîne avec Brèves de caissières en 2022. 

### Mon Papy Titanic
Depuis 2023, Marco Paulo anime Mon Papy Titanic, une série jeunesse scénarisée par Falzar et publiée par Bamboo Édition. Elle met en scène la cohabitation entre Rose et son grand-père. La série compte trois volumes en 2025. Le chroniqueur Vergeraud écrit sur le site BD Gest' : « L'histoire d'amour intergénérationnel, teintée d'humour et de tendresse, de ce troisième volet de Mon Papy Titanic n'est pas de nature à faire sombrer cette série qui possède tous les atouts pour amarrer un public familial en quête de lecture feel-good bien construite. »

## Publications

### Albums de bande dessinée
- Thierry Robberecht (scénariste), Marco Paulo (dessinateur) et Benoît Bekaert (coloriste), Zack et Willie : Les rois de la loose, Paris, 12 bis, octobre 2010, 48 p. (ISBN 978-2-35648-162-7, présentation en ligne)

- Yves Derai (scénariste), Bernard Swysen (scénariste, coloriste) et Marco Paulo (dessinateur), Rachida, aux noms des pères, Paris, 12 bis, 2013, 48 p. (ISBN 978-2-35648-467-3, présentation en ligne)

- 5. Torquemada[30],[31], Dupuis, coll. « La véritable histoire vraie », Marcinelle, 10 mai 2019
Scénario : Bernard Swysen - Dessin : Marco Paulo - Couleurs : Delf -  (ISBN 978-2-8001-6843-2)

### Illustration de livres jeunesse
- Henry Storck (auteur) et Marco Paulo (illustrateur), Ça est trop fort !, Paris ; Bruxelles, Seuil ; Némo, coll. « Seuil-Némo », avril 1996, 51 p. (ISBN 9782020293839 et 2020293838, présentation en ligne)

### En revues et journaux
- Bagdad K.O., scénario : Sergio Salma, du no 276 (janvier 2009) au no 285 (octobre 2009) dans L'Écho des savanes[39],[40].

## Prix et distinctions
- 2021 :  Éléphant d’or Prix de l’humour au Festival international de la bande dessinée de Chambéry, partagé avec Daniel Bultreys pour Au grand magasin aux Éditions Kennes[14].

#### Livres
: document utilisé comme source pour la rédaction de cet article.
- Jacques Fiérain, « Marco Paulo », dans La BD à Bruxelles et en Brabant, Charleroi, Éd. l'Âge d'or, avril 2003, 144 p., ill. ; 31 cm (ISBN 9782960119664 et 2960119665, OCLC 470388171, présentation en ligne), p. 99. .
- Henri Filippini, « Paulo, Marco », dans Dictionnaire de la bande dessinée, Paris, Bordas, 2005, 912 p., ill. ; 27 cm (ISBN 9782047299708 et 2047299705, OCLC 1009545288, présentation en ligne), p. 836. .
- Philippe Mellot, Michel Denni, Laurent Turpin et Isabelle Morzadec, Trésors de la bande dessinée : BDM 2021-2022 - Catalogue encyclopédique et Argus, Paris, Les Arènes, novembre 2020, 22e éd., 1700 p., ill. ; 23 cm (ISBN 9791037502582, OCLC 1240308146, présentation en ligne), p. 102, 323, 905, 935, 1039, 1241, 1279, 1325. .

#### Périodiques
- Marco Paulo et Thierry Robberecht (interviewés par Corine Jamar), « Les invités : La Smala trop gag ! », La Lettre - L'officiel de la bande dessinée, Dargaud, no 94,‎ avril 2007, p. 43.

#### Articles
- Thierry Robberecht et Marco Paulo (interviewés par Nicolas Anspach), « Interviews : Robberecht et Marco Paulo : "La famille est notre source d’inspiration" », ActuaBD,‎ 28 novembre 2007 (lire en ligne, consulté le 8 novembre 2024).
- Marco Paulo (interviewé par Nicolas Anspach), « Interviews : Marco Paulo ("Dégelée royale") : " À quoi sert-il de faire des BD pour n’en vendre que 3000 exemplaires ? " », ActuaBD,‎ 23 décembre 2010 (lire en ligne, consulté le 11 février 2025).
- Marco Paulo (interviewé par Jean-Philippe de Vogelaere), « La province en bulles (42) : Marco Paulo à Ottignies : « Oser croiser les genres » », Le Soir,‎ 4 février 2011 (lire en ligne, consulté le 24 décembre 2022)
- Marco Paulo (interviewé par Christian Missia Dio), « Marco Paulo (Votez pour moi) : "La difficulté de cette adaptation, c’était de faire la caricature de la caricature" », ActuaBD,‎ 23 septembre 2019 (lire en ligne, consulté le 24 décembre 2022).